# Кампо (Пиза)
Кампо (итал. Campo) је насеље у Италији у округу Пиза, региону Тоскана.
Према процени из 2011. у насељу је живело 1168 становника. Насеље се налази на надморској висини од 4 м.